# Мост Ист-Линк
Мост Ист-Линк (англ. East-Link , ирл. Droichead an Nascbhóthair Thoir) — мост через реку Лиффи в Дублине. Принадлежит Городскому совету Дублина и эксплуатируется компанией NTR plc. Представляет собой подъёмный мост, который соединяет районы Дублина Норт-Уолл и Рингсенд. Мост Ист-Линк является самым восточным мостом на реке Лиффи и как бы открывает вход в порт Дублина из Дублинского залива. Мост является частью региональной дороги R131.
Мост Ист-Линк был построен компанией NTR plc и открыт для движения автотранспорта в 1984 году; позже Городской совет Дублина поручил NTR plc его эксплуатацию. Северная оконечность моста через Дублинский туннель связана с улицей East Wall Road на северном берегу Лиффи. Мост поднимают в среднем три раза в день для прохода речных судов.
В настоящее время в мост пересекают в среднем 22 тысячи транспортных средств в день. В 2014 году стоимость проезда через мост составляет 1,75 евро для грузовых и легковых автомобилей, велосипеды и мотоциклы имеют право бесплатного проезда.
Изображение поднятого моста Ист-Линк использовано в видеоклипе для знаменитой песни Pride (In the Name of Love) (рус. «Гордость (Во имя любви)») группы U2.